# Comanthera glabra
Comanthera glabra är en gräsväxtart som först beskrevs av Silveira, och fick sitt nu gällande namn av L.R.Parra och Ana Maria Giulietti. Comanthera glabra ingår i släktet Comanthera, och familjen Eriocaulaceae. Inga underarter finns listade i Catalogue of Life.